# IAI Westwind
O Westwind é um jato executivo que se tornou referência pela Israel Aerospace Industries e continuou em produção durante 20 anos. Comumente configurado para sete passageiros, pode levar até 10 ou ainda ser rapidamente reconfigurado como cargueiro.

## Variantes

### Aero Commander
1121 Jet CommanderVersão original de produção, motorizados com dois General Electric CJ610-1, desenvolvendo 2850 lbf cada; ou ainda uma versão modificada com motores CJ610-5 desenvolvendo 2950 lbf cada. Um total de 120 foram produzidos, incluindo dois protótipos.
1121AVersão levemente modificada com motores CJ610-1; 11 produzidos.
1121B CommodoreVersão produzida com motores CJ610-5; 19 produzidos.
1122Versão melhorada desenvolvida, mas não entrou em produção; duas aeronaves foram construídas e subsequentemente convertidas para modelos 1123 Westwinds.

### IAI

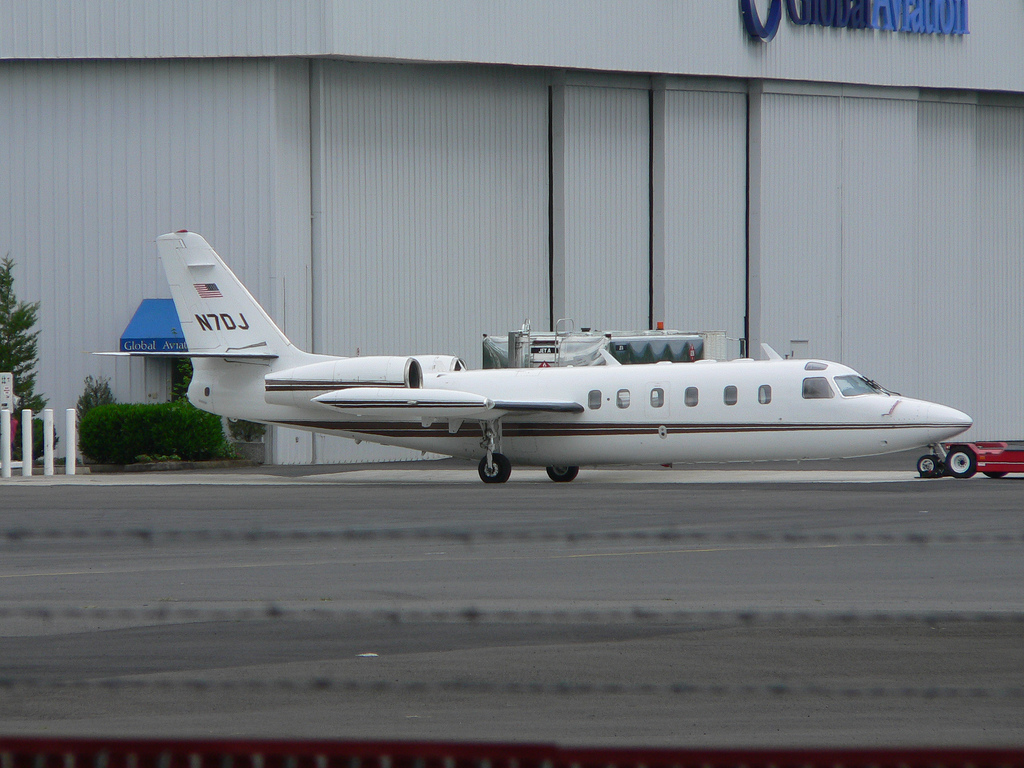
IAI Westwind

1123 WestwindVersão melhorada em relação ao 1121. A cabine foi alongada em 0,51 m e a aeronave foi motorizada com motores mais potentes, os CJ610-9 desenvolvendo um total de 3100 lbf cada e uma Auxiliary power unit Microturbo Saphir III. 36 produzidos
1124 WestwindVersão bastante melhorada e remotorizada com os Garrett TFE731-3-1G turbofan desenvolvendo 3700 lbf cada, e o APU foi removido.
1124 Westwind INome dado ao 1124 após o lançamento do Westwind II.
1124N Sea ScanAeronave para patrulha marítima.
1124A Westwind IIVersão refinada do 1124 construída a partir de 1980.

## Operadores
Nova Zelândia
 Canadá
- Real Polícia Montada do Canadá

 Alemanha
 Guatemala
 Honduras
- Departamento de Aviação de Honduras

 Brasil
- Brasil Vida Taxi Aéreo

### Operadores Militares
Chile
- Forças armadas do Chile (Marinha)

 Equador
- Força Aérea do Equador

 Honduras
- Força Aérea de Honduras

 Israel
- Força Aérea Israelense

 Panamá
 Uganda
- Força Aérea da Uganda

## Acidentes e Incidentes
Em 25 de Janeiro de 1971, o N400CP, um 1121 Jet Commander operado pela Cousins Properties, desapareceu em um voo entre Burlington International Airport, Vermont para T. F. Green Airport, Providence, Rhode Island. Presume-se que a aeronave tenha caído no Lago Champlain, NY com a perda de dois tripulantes e três passageiros.